# Netxàievski
|  | Per a altres significats, vegeu «Netxàievski (Krasnodar)». |

Netxàievski (en rus Нечаевский) és un khútor del raion de Guiaguínskaia, a la República d'Adiguèsia, a Rússia. És a la riba del riu Txokhrak, a 27 km a l'oest de Guiaguínskaia i a 39 km al nord-est de Maikop. Pertany al municipi de Dondukóvskaia.